# Psalidoprocne
A Psalidoprocne a madarak osztályának (Aves) a verébalakúak (Passeriformes) rendjébe és a fecskefélék (Hirundinidae) családjába tartozó nem.

## Rendszerezés
A nemhez az alábbi 5 faj tartozik:
- Psalidoprocne nitens
- Psalidoprocne fuliginosa
- fehérszárnyú fűrészfecske (Psalidoprocne albiceps)
- Psalidoprocne pristoptera
- ollósfarkú fecske (Psalidoprocne obscura)

A következőket ma már a Psalidoprocne pristoptera alfajainak tekintik:
- Psalidoprocne antinorii
- Psalidoprocne chalybea
- Psalidoprocne holomelas
- Psalidoprocne mangbettorum
- Psalidoprocne oleaginea
- Psalidoprocne orientalis
- Psalidoprocne petiti